# Falklandska vojna
Falklandska vojna, (angleško Falklands War, špansko Guerra de las Malvinas), tudi anglo-argentinska vojna, britansko-argentinska vojna) je bila vojna med Argentino in Združenim kraljestvom, ki sta se sprla zaradi vprašanja posesti Falklandskih otokov, Južne Georgie in Južnega Sandwichevega otočja. Vojaški spopad je trajal 74 dni.
Povod za vojno je bila zasedba Južne Georgie 19. marca 1982, ko so argentinske oborožene sile izvedle invazijo, premagale manjšo britansko garnizijo, okupirale otoke in jih razglasile za argentinsko posest. Vojna se je končala 14. junija istega leta, ko se je Argentina predala. Nobena država ni v času oboroženega konflikta razglasila vojnega stanja, izven območja spornih otokov tudi ni bilo nobene vojaške dejavnosti. Argentina tako ta konflikt šteje za ponovno zasedbo svojega ozemlja, medtem ko Združeno kraljestvo za invazijo na britansko odvisno ozemlje.
To je bila prva večja pomorska in amfibijska vojaška operacija po koncu korejske vojne. Ker so bili glavni razlogi boj za ozemlje oz. kolonije, je ta vojna poimenovana tudi kot zadnja kolonialna vojna.
Največja argentinska množična izguba je bila potopitev lahke križarke ARA General Belgrano (323 mrtvih), največja britanska pa potopitev fregate HMS Ardent (F184) (22 mrtvih).

## Predhodni dogodki
Konec 70. in v začetku 80. let 20. stoletja je Argentini vladala vojaška hunta, ki je bila odgovorna za usmrtitve ali izginotje več tisoč ljudi. Zaradi tega je bila med prebivalstvom izredno nepriljubljena, trpelo pa je tudi gospodarstvo (BDP se je zmanjšal za 6 % na leto, inflacija je bila ~160 %, naraščala je tudi brezposelnost). Leto 1982 je bilo šesto leto vojaške diktature (zamenjali so se generali Jorge Videla, Roberto Viola in Leopoldo Galtieri), hkrati je to leto postalo tudi prelomno. Vojaška hunta je potrebovala dogodek, ki bi poenotil Argentince in odvrnil pozornost od slabe notranjepolitične situacije.
Pozornost so tako preusmerili na otoke, ki ležijo nedaleč stran od vzhodne argentinske obale – na Falklandske otoke, Južno Georgio in Južne Sandwicheve otoke. Ti so bili zmeraj točka poenotenja Argentincev. Njihovo lastništvo je bilo med državama v preteklosti nenehno sporno območje, ki sta ga izmenjaje zasedali.

## Povod
Falklandska vojna je bila posledica nesporazumov med Argentino in Združenim kraljestvom, ki so se začeli zaradi navadnega poslovnega odnosa.
Septembra 1979 je argentinski poslovnež Constantino Davidoff kupil poslopje bivše tovarne na Južni Georgiji od Christiana Salvensena, angleškega poslovneža iz Edinburga. Davidoff je kupil tovarno z namenom, da jo bo razdrl in prodal opremo kot staro železo. Da bi železo lahko prepeljal na celino, je potreboval ladijski transport. Zato se je obrnil na Kraljevo vojno mornarico s prošnjo, da bi vojna ladja HMS Endurance (1967) opravila transport. Kraljeva vojna mornarica je prošnjo zavrnila.
Dve leti pozneje je Davidoff obvestil Ministrstvo za zunanje zadeve Združenega kraljestva, da namerava opraviti razdrtje klavnice in da bo pri tem delu uporabil tudi plovilo Argentinske vojne mornarice.
Marca 1982 je odplul proti Južni Georgiji z 41 argentinskimi delavci na krovu ladje ARA Bahía Buen Suceso. 19. marca so na Južni Georgii postavili tabor, v katerem so izobesili argentinsko zastavo. Lokalni prebivalci so se kmalu pritožili pri guvernerju Falklandskih otokov glede argentinske zastave, ta je o tem obvestil svoje nadrejene. Kot odgovor je Kraljeva vojna mornarica 25. marca poslala HMS Endurance, da bi posredovala in odstranila zastavo ter preprečila izkrcanje vojaških oseb na otok. Toda na poti jo je zaustavila argentinska korveta ARA Guerrico. Kmalu zatem je pričela Argentinska vojna mornarica zbirati moštvo in ladje v Puerto Belgranu in 23. marca na Južno Georgio poslala vojaško transportno ladjo ARA Bahía Paraíso, z namenom, da miroljubno okupira otok(e). Kljub vsem tem argentinskim aktivnostim je 30. marca britanski Združeni obveščevalni komite izdal poročilo, da se agresija v kratkem še ne bo začela.
Vse te vojaške aktivnosti in šibki britanski odgovori so prepričali generala kopenske vojske Galtierija, takratnega argentinskega predsednika in njegov generalštab, da je primeren čas za vojaško zasedbo spornih otokov. Načrtovanje za to nalogo so pričeli že decembra 1981, ko je Galtieri postal predsednik.
Da se je Argentina upala izzvati svetovno velesilo, je bilo več razlogov. Oborožene argentinske sile so bile sorazmerno dobro opremljene s sodobno oborožitvijo. Južnoameriška celina je od otokov oddaljena le okoli 650 kilometrov, medtem ko je Velika Britanija oddaljena več kot 12.800 kilometrov. Argentinci so podpirali to vojno, saj so (in večina še zmeraj) menili, da je sporno ozemlje njihovo. Britanske oborožene sile so bile v tem času tudi v obdobju demilitarizacije. Pri tem je največ utrpela prav Kraljeva vojna mornarica, saj so bistveno zmanjšali njene amfibijske zmožnosti in se znebili pravih letalonosilk, strateških bombnikov itd. Argentina se je zanašala tudi na Interameriški sporazum o medsebojni pomoči, ki je bil podpisan leta 1947 in je nalagal vsem podpisnicam (tudi ZDA), da pomagajo pri obrambi drugih podpisnic v primeru sovražnega napada.

## Argentinski načrt
Prvotni argentinski načrt za izvedbo zasedbe spornega območja je predvideval, da bo le-ta potekala med julijem in oktobrom 1982. Razlogi za ta časovni okvir so bili:
1. s tem bi prehiteli 150. obletnico britanske zasedbe otokov (marec 1983), ki bi okrepila britanski nacionalizem;
2. od julija do oktobra je na južni polobli zima, s čimer bi zavrli britanski odgovor;
3. hunta je predvidevala, da bo HMS Endurance, edino vojaško plovilo, ki je varovalo otoke, junija odstranjeno iz tega področja. Hunta je tudi upala, da bodo poročila kapitana ladje o argentinski dejavnosti napačno interpretirana kot poskus kapitana, da prekličejo odhod ladje;
4. v tem času naj bi Argentinska vojna mornarica prejela večjo število oborožitvenih sistemov, ki jih je predhodno kupila od Francije.

Poslabšana notranjepolitična situacija (vse več demonstracij in protestov proti argentinski vladi) je hunto prisilila, da je pospešila priprave na zasedbo. V tem času so tudi potekali pogovori med predsednikom Galtierijem in predsednikom ZDA, Ronaldom Reaganom. V zadnjem pogovoru na dan začetka zasedbe je Galtieri izrabil Davidoffov spor kot povod, rekoč: »Velika Britanija je grozila argentinskim državljanom, ki so legalno delali na Južni Georgiji in dolžnost moje vlade je, da jih zaščiti.«

## Argentinska zasedba otokov

### Seznam bitk
- Napad na Pebble Island,
- Bitka za Goose Green,
- Bitka za Top Malo House,
- Bitka za Mount Harriet,
- Bitka za Two Sisters,
- Bitka za Mount Longdon,
- Bitka za Wireless Ridge,
- Bitka za Mount Tumbledown.

### Zasedba falklandskih otokov
Argentinska zasedba Falklandskih otokov (poimenovana Operacija Azul) se je začela 1. aprila 1982, glavni del zasedbenih vojaških enot pa se je izkrcal naslednji dan. Operativno poveljstvo nad celotno operacijo je imel kontraadmiral Jorge Allara.
1. april
Ob 21:30 se je argentinski rušilec ARA Santisima Trinidad približal obali in pričel izkrcanje 92 pripadnikov Agrupación de Comandos Anfibios v 21 manjših jurišnih čolnih Gemini (oznaka na sliki A). Njihov cilj je bil Mullet Creek, toda pluli so preveč severno, zato so se odločili pristati na najbližji obali v bližini Lake Pointa.
Ob 23:00 so pripadniki specialnih sil pristali na obali, kjer so se razdelili v dve skupini: kapitan korvete Guillermo Sanchez-Sabarots je prevzel poveljstvo večje skupine (76 mož), drugi kapitan korvete Pedro Edgardo Giachino pa je prevzel poveljstvo nad 16 možmi; večja skupina je imela nalogo zavzeti vojašnico Moody Brook, manjša pa Vladno hišo (oznaka na sliki B).
2. april
Ob 04:30 je podmornica Ara Santa Fe izkrcala manjše število pripadnikov Agrupación de Buzos Tácticos (oznaka na sliki C). Čez eno uro je Sanchez-Sabarotsova skupina prispela na svoj cilj in obkolila vojašnico. Sprva so v zgradbe vrgli granate s solzilcem in streljali na zgradbe z označevalnimi naboji; pozneje so ugotovili, da je vojašnica zapuščena (oznaka na sliki D).
Ob 06:00 je tankovska izkrcevalna ladja ARA Cabo San Antonio izpustila v morje 20 LVT (Amtraci) in več LARC-V; sila se je razdelila na tri skupine: 1.) skupina 4 Amtracov je predstavljala predhodnico, 2.) glavna skupina 14 Amtracov in 3.) Amtrac namestnika poveljnika, izvlečni Amtrac in LARC vozila (oznaka na sliki E). Pol ure po izplutju je prvi Amtrac pristal na obali, ki ni bila branjena; vojaški vod je zasedel bližnje letališče (oznaka na sliki F). Istočasno (ob 06:30) je Giachinojeva skupina dosegla Vladno hišo, ki pa je bila branjena (43 Britancev); Britanci so zavrnili njihov napad, pri čemer sta bila dva Argentinca ranjena (eden je pozneje umrl) in trije ujeti (oznaka na sliki G).
Ob 07:15 so Amtraci napredovali po cesti proti Stanleyju, kjer pa so padli v zasedo Kraljevih marincev; lažje so poškodovali en Amtrac in lažje ranili enega Argentinca, nakar so se umaknili proti Vladni hiši (oznaka na sliki H). Kljub njihovemu odporu so Argentinci ob 08:00 zavzeli Stanley (oznaka na sliki I); hkrati pa so pričeli čistiti cesto in zavzeli svetilnik (oznaka na sliki J).
Ko je glavna argentinska sila prodrla do še zmeraj neosvojene Vladne hiše, je guverner Falklandskih otokov, Sir Rex Hunt, ukazal ob 09:30 predajo preostalih branilcev, saj je želel preprečiti nadaljnje žrtve; branilci do tedaj niso imeli nobenih žrtev.
Po končanih bojih
Zadnji britanski branilci, ki so pobegnili iz Stanley Harbourja v notranjost otoka, so se predali 4. aprila, da bi preprečili argentinsko kaznovanje otočanov.

### Zasedba Južne Georgije
3. aprila sta argentinski ladji ARA Guerrico in ARA Bahia Paraiso odpluli iz Leitha proti Grytviknu. Ob poldnevu je helikopter Puma izkrcal prvih 20 vojakov blizu King Edward Pointa, s čimer se je pričela bitka. Hkrati pa je Aérospatiale Alouette (izvidniški helikopter) izvajala izvidniške prelete okolice.
Ko je bila Puma na svojem drugem poletu iz ARA Bahia Paraiso, so branilci odprli ogenj in helikopter tudi zadeli; padla sta dva argentinska marinca, helikopter pa je strmoglavil blizu King Edvard Cove (to je bila prva argentinska zračna izguba). Hkrati je tudi Aluette prejela nekaj ognja, a je bila le lažje poškodovana in je nadaljevala s prevozom marincev na otok.
Da bi ARA Guerrico podprla izkrcanje, se je premaknila globlje v zaliv in začela obstreljevati z ognjem. A tudi Guerrica se je kmalu znašla pod lahkim pehotnim ognjem in izstrelki 66mm LAW ter 84mm Carl Gustav, zaradi česar se je morala umakniti izven zaliva; kljub temu je nadaljevala z obstreljevanjem.
Na podlagi ladijskega obstreljevanja in lastnih ranjencev, je najvišji častnik na otoku, poročnik Kraljevih marincev Hill, ukazal predajo. Vseh 22 Kraljevih marincev in 13 civilistov je bilo ujetih.
V vseh bojih za otoke so Britanci izgubili enega, medtem ko so imeli Argentinci 9 padlih v boju.

### Uprava otokov
Prvotno je bil generalporočnik Osvaldo Garcia imenovan za poveljnika Operacijskega teatra Malvinas, a kmalu zatem so operativno poveljstvo nad Falklandskimi otoki podredili neposredno pod argentinsko vlado. 7. aprila so imenovali generalmajorja Maria Benjamina Menéndeza za vrhovnega poveljnika in guvernerja otokov; hkrati so vzpostavili vojaško upravo.
Vse ujete britanske vojaške osebe so sprva zbrali na igriščih, nato pa so jih fotografirali in posneli; pozneje so posnetke predvajali po televiziji, s čimer so hoteli prikazati, da ni bilo britanskih žrtev, Britanci pa so to razumeli kot simbol narodnega ponižanja. Vse poklicne vojake so nato prepeljali s transportnim letalom C-130 Hercules v Urugvaj, od tam pa so odleteli naprej v Veliko Britanijo; pripadniki Falkland Islands Defence Force (lokalna prostovoljna paravojaška enota) pa so bili razoroženi in postavljeni v hišni zapor v Fox Bayju.
Na otoku so uvedli španščino kot uradni jezik in preimenovali Port Stanley v Port Argentino. Prav tako so uvedli vožnjo na desni, ustrezno spremenili vse cestno-prometne oznake in jih preimenovali; kot razlog za to so navedli, da hočejo s tem preprečiti prometne nesreče vojaških vozil, saj so Argentinci navajeni vožnje na desni strani cestišča.
Zaščita zasebne lastnine je veljala vseskozi (vse zasežene dobrine so plačali), toda istočasno lokalni prebivalci niso smeli zavrniti prodaje, saj so jim v nasprotnem primeru te dobrine odvzeli s silo.
General Menéndez je že na začetku zasedbe napovedal, da se ne bo bojeval znotraj Stanleyja.
Vojaška okrepitev
Istočasno oz. kmalu po zasedbi otokov so pričele prihajati okrepitve, ki so se nazadnje razporedile na največje in najpomembnejše otoke. Argentinska kopenska vojska je na otoke razporedila več kot 10.000 pripadnikov: 8.000 je bilo v Stanleyju in okolici, skoraj 1.000 na Goose Greenu, medtem ko so Zahodni Falkland, Port Howard in Fox Bay imeli vsak po 800 vojakov. Argentinsko vojno letalstvo je na otoke odposlalo 24 Pucarasov (Stanley, Goose Green in Pebble Island), dva Bell 212 in 2 Chinooka. Argentinska vojna mornarica je za potrebe operacije Azul vzpostavilo t. i. Task Force 20, ki je sodelovala tudi v poznejših bojih. Na otoku so bili tudi pripadniki in oprema Argentinske obalne straže in sicer en helikopter Aérospatiale Puma, dve lahki letali Skyvan in dva patruljna čolna.

## Diplomatski premor
7. aprila je Združeno kraljestvo objavilo uvedbo pomorske ekskluzivne cone v velikosti 200 navtičnih milj, ki je stopila v veljavo 12. aprila. Med 8. in 19. aprilom so potekali diplomatski pogovori med Argentino in Združenim kraljestvom, pri čemer so ZDA opravljale nalogo posrednika.
Kljub temu se je Združeno kraljestvo kmalu odločilo za vojaški odgovor in osvoboditev izgubljenega ozemlja.

## Britanski vojaški odgovor
12. aprila je pričela veljati pomorska ekskluzivna cona okoli Falklandskih otokov; istočasno pa je Vlada Združenega kraljestva objavila, da njeno uveljavitev že nadzoruje podmornica, ki je na območju (to je bila HMS Conqueror (S48)).
Prvi bojni stik med argentinskimi silami in britansko Task Force 317 se je zgodil 25. aprila pri obali Grytvikena pri Južni Georgiji.
Argentinsko podmornico ARA Santa Fe so napadli britanski helikopterji Wessex, Wasp in Lynx ter jo potopili. Nemudoma zatem so Britanci sprožili operacijo Paraquat, s katero so napadli Južno Georgijo; argentinska garnizija se je predala naslednji dan. S tem je bila celotna Task Force sproščena, da zavzame še Falklandske otoke.
30. aprila so Britanci sprožili še letalsko operacijo Black Buck, med katero so bombniki Avro Vulcan napadli argentinske položaje na Falklandskih otokih; ti napadi so trajali do 12. junija.
4. maja je jedrska podmornica HMS Conqueror (S48) izstrelila 2 torpeda Mark VIII proti argentinski križarki ARA General Belgrano in jo zadela; potopila se je v 40 minutah, umrlo je več kot 350 članov posadke. General Belgramo se je nahajala okoli 35 do 40 navtičnih milj izven ekskluzivne cone, zaradi česar so nekateri obtožili Združeno kraljestvo kršenja vojnega prava. Toda že istega dne se je britanska bojna sreča obrnila. Argentinski Dassault Super Étendard je izstrelil AM-39 Exocet in potopil rušilec HMS Sheffield (D80); umrlo je 20 članov posadke, ladja pa se je potopila 6 dni kasneje.
Naslednjih 17 dni so britanske ladje obstreljevale Port Stanley. Drugi argentinski položaji na otokih so bili tarča specialnih sil; tako so pripadniki Special Air Service v noči iz 14. na 15. maj izvedli napad na Pebble Island, pri čemer so uničili 11 argentinskih jurišnikov FMA IA 58 Pucará, radar in skladišče streliva. V tem času so britanska zračna plovila uničila 3 in poškodovala še 2 transporterja; sami pa so zaradi slabega vremena izgubili okoli 10 zračnih plovil.
21. maja so Britanci izvedli operacijo Sutton - izkrcanj] pripadnikov 3 komando brigade in Padalskega polka med Ajax Bayjem in Port San Carlossom. Komandosi so hitro premagali 50-člansko argentinsko posadko, nakar so pričeli helikopterji Sea King prevažati dodatno orožje, opremo in strelivo na ustvarjeno mostišče. Ker so Britanci hkrati izvedli diverzantske letalske napade na druge položaje po otokih, so Argentinci rabili nekaj časa, da so odkrili kraj izkrcanja. Po odkritju so sprožili letalske napade (72 vse skupaj), pri čemer so potopili fregati HMS Ardent (F184) in HMS Argonaut (F56); zadeli pa so še rušilec HMS Antrim (D18) in fregati HMS Brilliant (F90) ter HMS Broadsword (F88), ki pa se niso potopile, saj letalske bombe niso eksplodirale. Do konca dneva so Argentinci izgubili devet Dassault Mirage IIIEA, pet McDonnell Douglas A-4C Skyhawk, dve Pucari in štiri helikopterje, medtem ko so Britanci izgubili le enega Sea Harrier FRS.Mk.1. Britanci so uspeli do konca dneva vzpostaviti mostišče z več kot 520 vojaki s skoraj milijon funtov opreme. Dan pozneje se je število vojakov povečalo na skoraj 5.000.
Nekaj dni pozneje je argentinski lovec potopil HMS Antelope (F170); istočasno pa sta bili zadeti še ladji RFA Sir Galahad (L3005) in RFA Sir Lancelot (L3029). Istega dne so Argentinci izgubili osem letal, ki so jih sestreliti britanski Sea Harrierji. Istočasno pa so Britanci ugotovili, da je njihov protiletalski sistem Sea-Wolf neučinkovit proti spretnim argentinskim pilotom.
Največji argentinski letalski napad na izkrcevalno ladjevje se je odvil 25. maja, na argentinski dan osamosvojitve. Tistega dne sta dva Super Étendards, vsak opremljen z enim izstrelkom AM-39 Exocet missile, napadla ladje: potopljena je bila trgovska ladja Atlantic Conveyor, ki je prevažala 10 helikopterjev in več deset ton tovora za kopenske sile. Ta izguba je bila tako težka, da se je brigadir Julian Thompson, odgovoren za kopenski del operacije, obrnil neposredno na London za navodila za nadaljnje dogajanje. V istem napadu so potopili še HMS Coventry (D118), zadeli pa še HMS Broadsword (F88) in HMS Brilliant (F90), ki pa se nista potopili.
28. maja se je pričela kopenska kampanja. 250 britanskih vojakov se je premaknilo proti Goose Greenu, kjer so se kmalu zapletli v dvodnevno bitko s 1.800 argentinskimi branilci.
Med 30. majem in 7. junijem so britanski komandosi napredovali skozi severni del Vzhodnega Falklanda, vse do Mount Kenta in Mount Challengerja, ki so ju oba zavzeli. S tema dvema strateškima točkama so si pridobili ključni dostop do Port Stanleyja, ki se je nahajal le 12 km stran. Istočasno so se iz HMS Intrepid (L11) izkrcali trije bataljoni na izoliranih območjih Fitzroyja in Bluff Cova; s tem so imeli Britanci več kot 8.000 vojakov na otokih. Operativni načrt je predvideval, da bi se različne enote, ki so prihajale iz severa, združile v napredovanju proti Port Stanleyju, ki bi ga skupaj zavzeli in tako osvobodili.
Dopoldne 8. junija so Argentinci napadli Scots Guards in Welsh Guards v času transporta iz RFA Sir Galahad in RFA Sir Tristram (L3505); napad sta izvedla dva Miraga in dva Skyhawka, v napadu so ubili 51 in ranili 46 vojakov. Istočasno pa je pet Miragov napadlo še HMS Plymouth (F126); zadele so ga štiri bombe, a nobena ni eksplodirala. V obeh napadih so Argentinci izgubili sedem letal.
Med 8. in 11. junijem so britanske ladje in kopenske enote, nameščene na Mount Kentu in Mount Challengerju, obstreljevale argentinske položaje pri Port Stanleyju.
12. junija so izvedli zadnji, odločilni napad na Port Stanley. Padalski bataljon, podprt s težkim bombardiranjem iz HMS Avenger (F185), je zavzel Mount Longdon, ki se nahaja 6 km od Port Stanleyja. Istočasno pa je HMS Yarmouth (F101) obstreljevala argentinske položaje 5 km južneje pri Mount Harrietu in Goat Ridgu, kjer so se Argentinci spopadli z britansko komandoško enoto; kmalu zatem so se Argentinci predali. Med tema dvema položajema pa so Britanci napadli še Two Sisters, pri čemer jih je podprla HMS Glamorgan (D19); Argentinci na kopnem so izstrelili en izstrelek Exocet, s katerim so zadeli HMS Glamorgan; umrlo je 13 mornarjev, a ladja je nadaljevala z obstreljevanjem.
Zadnji ofenzivni udarec se je zgodil malo pred zoro 14. junija, ko je britanski Padalski polk zavzel Wireless Ridge. Ker je bil Wireless Ridge branjen tudi z artilerijo, so Britanci morali uporabiti lahke tanke Scimitar in Scorpion. Zadnji argentinski branilci na Tumbledown Mountainu, Sapper Hillu in Mount Williamsu so se predali po šesturni bitki s Scots Guards, Welsh Guards in Gurkami.
Tistega popoldneva je general Menéndez ignoriral ukaz iz Buenos Airesa, da naj izvede samomorilski protinapad in podpisal brezpogojno kapitulacijo vseh argentinskih sil na Falklandskih otokih.

## Analiza
Primarna argentinska napaka je bila odločitev, da zasedejo otočje več mesecev prej, kot je bilo načrtovano. S tem so izgubili vse prednosti prvotnega načrta.
V tem času še ni bilo ostrega zimskega vremena, zato so lahko britanska letala letela in podprla izkrcanje vojakov na otokih. Ker so Britanci lahko izvedli izkrcanje, je bilo 10.000 argentinskih vojakov nenehno izpostavljeno letalskim, pehotnim in ladijskim napadom. Druga pomanjkljivost je bila slaba pripravljenost argentinskih oboroženih sil: rezervna sestava še ni bila vpoklicana, novi rekruti še niso začeli usposabljanja, profesionalna sestava pa ni bila pripravljena na vojno. Ker je bilo največje letališče na Falklandskih otokih (pri Port Stanleyju) premajhno za poglavitna transportna letala, je bila Argentinska vojna mornarica zadolžena za logistično oskrbo garnizij] na otokih. Ker se je zasedba začela prekmalu, vojna mornarica ni bila pripravljena in tudi ni bila zmožna opraviti vseh potrebnih ladijskih transportov (npr. na celini so imeli pripravljen aluminij za razširitev letališke steze, a ga niso uspeli prepeljati na otok). Odsotnost primernih letališč in letalonosilk(e)) je predstavljala tudi problem za Argentinsko vojno letalstvo. Argentinska letala, ki so vzletala iz celinskih letališč, so imela pri doletu nad otoke zelo malo goriva, tako, da se niso mogla dolgo zadržati nad otoki in kriti lastnih kopensko-ladijskih sil.
V primeru, da bi se Argentina držala svojega prvotnega načrta, bi imelo Združeno kraljestvo večje težave in žrtve pri osvoboditvi otokov, končni rezultat pa bi bil isti.

## Zanimivosti
- Na krovu lahke letalonosilke HMS Invincible je kot kopilot helikopterja v vojni sodeloval princ Andrew, vojvoda Yorški, sin britanske kraljice Elizabete II.
- V času Falklandske vojne je bil obrambni minister John Nott, ki je poročen s Slovenko.